# غريغ وارن
غريغ وارن (بالإنجليزية: Greg Warren)‏ هو لاعب كرة قدم أمريكية أمريكي، ولد في 18 أكتوبر 1981 في مونت أوليف في الولايات المتحدة.

## وصلات خارجية
- غريغ وارن على موقع مرجع كرة القدم المحترفة.كوم (الإنجليزية)